# RD Open 2024
L'RD Open 2024 è stato un torneo maschile di tennis professionistico. È stata l'8ª edizione del torneo, facente parte della categoria Challenger 125 nell'ambito dell'ATP Challenger Tour 2024, con un montepremi di 164 000 $. Si è giocato dal 12 al 18 agosto 2024 sui campi in terra verde del Santo Domingo Tennis Club La Bocha di Santo Domingo, in Repubblica Dominicana.

## Partecipanti

### Teste di serie
| Nazionalità          | Giocatore             | Ranking* | Testa di serie |
| -------------------- | --------------------- | -------- | -------------- |
| Argentina            | Federico Coria        | 73       | 1              |
| Argentina            | Camilo Ugo Carabelli  | 91       | 2              |
| Bosnia ed Erzegovina | Damir Džumhur         | 101      | 3              |
| Serbia               | Laslo Đere            | 108      | 4              |
| Taipei cinese        | Tseng Chun-hsin       | 122      | 5              |
| Brasile              | Felipe Meligeni Alves | 143      | 6              |
| Bolivia              | Murkel Dellien        | 170      | 7              |
| Rep. Dominicana      | Nick Hardt            | 183      | 8              |

* Ranking al 5 agosto 2024.

### Altri partecipanti
I seguenti giocatori hanno ricevuto una wild card per il tabellone principale:
- Peter Bertran
- Roberto Cid Subervi
- Rodrigo Pacheco Méndez

Il seguente giocatore è entrato in tabellone come special exempt:
- Mateus Alves

Il seguente giocatore è entrato in tabellone come alternate:
- Juan Carlos Prado Ángelo

I seguenti giocatori sono passati dalle qualificazioni:
- Liam Draxl
- Mariano Kestelboim
- Ryan Seggerman
- Christian Langmo
- Cannon Kingsley
- Kiranpal Pannu

Il seguente giocatore è entrato in tabellone come lucky loser:
- Andrés Andrade

## Punti e montepremi
| Torneo    | Torneo              | V      | F      | SF    | QF    | 2T    | 1T    | Q | Q2  | Q1  |
| Singolare | Punti               | 125    | 64     | 35    | 16    | 8     | 0     | 5 | 3   | 0   |
| Singolare | Premi in denaro ($) | 21 650 | 12 770 | 7 560 | 4 400 | 2 590 | 1 565 | – | 785 | 395 |
| Doppio    | Punti               | 125    | 64     | 35    | 16    | –     | 0     | – | –   | –   |
| Doppio    | Premi in denaro ($) | 9 350  | 5 440  | 3 250 | 1 930 | –     | 1,080 | – | –   | –   |

## Campioni

### Singolare
Damir Džumhur ha sconfitto in finale  Andrés Andrade con il punteggio di 6–4, 6–4.

### Doppio
Diego Hidalgo /  Miguel Ángel Reyes Varela hanno sconfitto in finale  Sriram Balaji /  Fernando Romboli con il punteggio di 6(2)–7, 6–4, [18–16].